# دری (کوه)
کوه دری در دهستان پشتکوه موگویی شهرستان فریدون‌شهر، ۲۱ کیلومتری باختر جنوبی فریدون‌شهر در جنوب شمال روستای کمران با ارتفاع ۳۹۵۰ متر  قرار دارد سر چشمه  آب کمران و آب میدانک و از قلل رشته کوه شاهان کوه کوهستان زاگرس می‌باشد.